# Księżyc (zespół muzyczny)
Księżyc – polski zespół muzyczny działający w latach 1990–1996, reaktywowany w 2014. Sami muzycy określali swoją muzykę jako „psychodeliczno-etniczny minimal”, dodawali też: „Tworzymy muzykę, która jest mało nachalna”. Teksty zespołu powiązane były symboliką Księżyca jako symbolem kobiecości, tajemnicy, przemiany i śmierci.

## Historia
Księżyc uformował się w 1990 i początkowo był żeńskim projektem wokalnym a cappella, inspirowanym słowiańską muzyką ludową z Ukrainy, Bułgarii, Polski i Białorusi. Grupę tworzyły: Agata Harz, Katarzyna Smoluk oraz Olga Nakonieczna (rodowita Ukrainka). Artystki zasłynęły m.in. występem w warszawskim więzieniu na ulicy Rakowieckiej. Z triem współpracowali Lechosław Polak i Remigiusz Hanaj. W 1991 grupa wystąpiła na Studenckim Festiwalu Piosenki w Krakowie, gdzie zdobyła nagrodę dziennikarzy.
Koncerty grupy przybierały zazwyczaj postać jednorazowego wystąpienia, przez co grupa jest zaliczana do charakterystycznych zjawisk w historii polskiego performance'u 1989–95. Przy stronie wizualnej wystąpień współpracowali z grupą: Mariusz Szachowski, Sylwester Łuczak, Kaja Dybowska i Mateusz Chołodowski.
W 1993 powstała pierwsza płyta Księżyca – singel zatytułowany Nów, zarejestrowany podczas „podziemnego” koncertu w opuszczonym jeszcze podówczas wrocławskim kościele św. Wincentego. Singiel składał się z czterech utworów i trafił na polski rynek w 1994. Przedtem zespół opuściła Olga Nakonieczna, a przyłączył się do niego Robert Niziński.
Jesienią 1996 do sklepów trafiła długogrająca płyta zatytułowana Księżyc.
Agata Harz i Remigiusz Mazur-Hanaj kontynuowali swoje poszukiwania w kręgu muzyki wiejskiej in crudo, związali się ze Stowarzyszeniem Dom tańca, by stworzyć w końcu m.in. kapelę Wędrowiec (od 2004).
W 2014 zespół został reaktywowany i zagrał w Polsce kilka koncertów, między innymi z Ivą Bittovą. Przy niektórych koncertach oraz przy nagraniu płyty Rabbit eclipse z zespołem współpracował instrumentalista Paweł Romańczuk.

## Skład
- Agata Harz – wokale
- Katarzyna Smoluk – wokale
- Robert Niziński – instrumenty dęte, instrumenty klawiszowe
- Lechosław Polak – instrumenty klawiszowe, taśmy, akordeon
- Remigiusz Mazur-Hanaj (1991–93, od 2014) – taśmy, teksty, skrzypce, lira korbowa

## Wybrane koncerty
- Riviera-Remont Club, Warszawa, 5.10.1991 (pierwszy występ)
- Studencki Festiwal Piosenki, Kraków, 1991
- opuszczony Kościół Św. Wincentego we Wrocławiu (Noc Świętojańska 1992)
- ogrody Ambasady Polskiej w Pradze, czerwiec 1992
- „Otwarcie” Warszawski Ośrodek Kultury, 1992
- „W kręgu kwadratu”, Toruń 1992
- Krakowskie Reminiscencje Teatralne, marzec 1993
- wieża ratuszowa w Poznaniu, Off Biennale, czerwiec 1993
- „Zamek wyobraźni”, Bytów, czerwiec 1993
- „Relacje odwrotne”, Toruń 1993
- „Otwarcie” – Fabryka Norblina (Warszawa 1993)
- kościoły w Walii (1995)
- festiwal „Muzyka w Krajobrazie” – kościół Św. Idziego w Inowłodzu (1996)
- ujawnienie w ramach cyklu „Muzyka jakiej świat nie widzi”, Gorzów Wielkopolski (1997)
- festiwal Unsound, Kraków (2014)[2]
- Centrum Sztuki Współczesnej Zamek Ujazdowski, Warszawa (2014) (z Ivą Bittovą)
- Huddersfield Contemporary Music Festival(inne języki), Huddersfield (2015)
- Cafe Oto, London (2015)
- Kraak Festival, Bruxelles (2016)
- OFF Festival, Katowice (2016)
- Global Venue, Copenhagen (2017)
- Roskilde Festival (2017)
- Luksfery Festiwal, Gdynia (2024)

## Dyskografia
- Nów (1993)
- Księżyc (1/winyl i 2/kaseta 1996, 3/wznowienie CD 2004, 4/zremasterowana 12"LP wydana w 2013 roku przez Penultimate Press)
- Rabbit Eclipse, CD (2015), Penultimate Press
- Antologia: Unsound 2014, The Dream, The Wire 2014
- Antologia: Eugeniusz Rudnik, Miniatury, Requiem Records 2015